# 克拉拉 (密蘇里州)
克拉拉（英語：Clara）是位於美國密蘇里州德克薩斯縣的非建制地區。

## 歷史
克拉拉的郵局於1901年設立，其後於1975年停運。

## 地理
克拉拉所處的海拔為高於海平面386米（即1266英呎），而該地所採用的時區為UTC-6，即北美中部時區（CST）。同時該地設有夏令時間，為UTC-6調快一小時，即UTC-5（CDT）。